# América (1736)
El América fue un navío de línea de 60 cañones nominales, cuya construcción comenzó en el verano de 1735 en el Real Astillero de La Habana, siendo botado el 21 de enero de 1736. Su nombre de advocación era Nuestra Señora de Belén. Su diseño "a la española" responde a un proyecto de José Antonio de Gaztañeta, siendo el responsable de su construcción el asentista Juan de Acosta. Según los estándares británicos, su diseño respondía a un navio de cuarta categoría. Su coste de producción ascendió a 77 000 pesos.

## Historial de servicio
A su llegada a Cádiz el 28 de agosto de 1737, con una carga de mástiles para arboladuras, fue incorporado a la Flota de Nueva España.
Fue artillado en Cádiz en 1738 y enviado a Cartagena, a donde arribó el 23 de febrero de 1739. En mayo de 1739, realizó una salida para la instrucción de las dotaciones, acompañado por las fragatas Águila y Aurora. El 22 de febrero de 1744, participó en la batalla del cabo Sicié.
En 1748 cuando se encontraba en Cartagena, fue destinado al corso en el Mediterráneo contra los piratas argelinos. La campaña comenzó el 9 de diciembre de 1748 en compañía del navío Constante y cuatro jabeques. El 2 de octubre de 1749 zarpó de Cádiz rumbo a La Guaira con el navío Constante y otros buques fletados para combatir a los insurgentes caraqueños, sublevados contra la Compañía Guipuzcoana. Transportaban además tropas y pertrechos para el astillero de La Habana.
Zarparon ambos navíos de Cartagena de Indias en diciembre de 1749 con rumbo a La Habana, donde cargaron fondos económicos por valor de 1 339 430 pesos fuertes, que fueron desembarcados el 2 de junio de 1750 en Cádiz. El 11 de agosto de 1750 entraron los dos navíos en Cartagena dando escolta a cuatro bombardas. Durante el resto del año y la mayor parte de 1751 siguieron formando división y patrullando en el Mediterráneo contra los corsarios argelinos, con los que tuvieron varios combates y capturaron algunos buques.
El 30 de noviembre de 1751, mientras formaba división con el Dragón comenzó un combate en aguas del cabo de San Vicente con dos navíos argelinos, en el que consiguió apresar al Danzik, de 60 cañones, y poner en fuga al Castillo Nuevo, de 54 cañones. En el combate de unas 30 horas de duración a lo largo de cuatro días, hubo en los buques españoles 29 muertos y heridos, y en el navío corsario 194 muertos y 320 prisioneros, y se liberó a 50 cautivos. El navío argelino fue incendiado al no poderlo salvar por ser graves los daños recibidos en el combate.

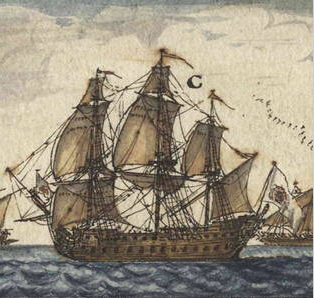
Navío América. Colección digital de mapas, planos y dibujos del Archivo General de Simancas.

En abril de 1755 fue sometido a una carena en firme en el Arsenal de la Carraca. En 1759 realizó un viaje de Cádiz a La Habana. A su regreso entró en el dique pequeño del arsenal de Cartagena en noviembre de 1759, donde permaneció hasta primeros de 1760. El 13 de diciembre de 1760 zarpó de Cádiz, escoltando a tres fragatas, una de guerra con carga de harina para Cartagena de Indias y dos mercantes con destino a Santo Domingo y Lima. El 10 de enero de 1761 se incorporó a la escuadra de La Habana.
El 11 de enero de 1762 zarpó de Veracruz con el navío Asia y la fragata Flora con harinas para la escuadra de La Habana, entrando en puerto el 27 de enero. Se encontraba en la bahía de La Habana cuando fue atacado por la escuadra británica a partir del 4 de junio de 1762. El 10 de junio fue apostado en la ensenada de Atares junto con el San Genaro y el Aquilón.
Fue capturado por la escuadra británica tras la ocupación de La Habana, retuviendo su nombre español. Los ingleses incendiaron el América poco antes de restituir la plaza a España en virtud de los acuerdos tomados en el Tratado de París de 1763, para evitar su recaptura por los españoles.
Tres años después de su pérdida, un nuevo navío de línea, construido asimismo en La Habana, volvió a llevar el nombre de América.